# Sampzon
Sampzon (uitspraak Sanzon) is een gemeente in het Franse departement Ardèche (regio Auvergne-Rhône-Alpes) en telt 224 inwoners (2011). De plaats maakt deel uit van het arrondissement Largentière.
Sampzon staat vooral bekend om de vele campings die aan de Ardèche liggen. 

## Geografie
De oppervlakte van Sampzon bedraagt 8,6 km², de bevolkingsdichtheid is 21,3 inwoners per km². 
De Via Ardèche, een voie verte (autovrij fietspad) loopt op een oude spoorwegbedding van noordoost naar zuidwest doorheen de gemeente. 

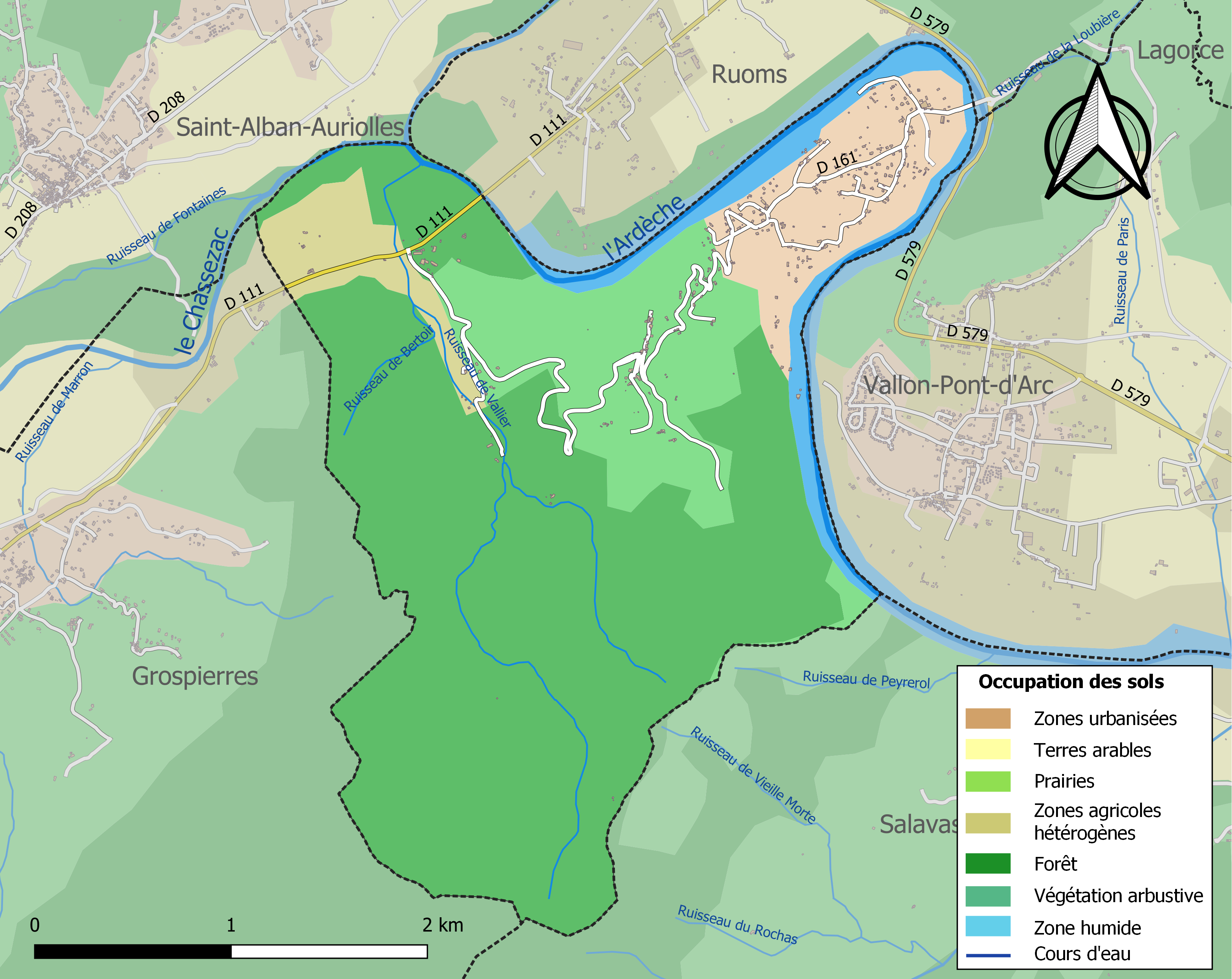
Kaart van de gemeente met belangrijkste infrastructuur, bodemgebruik en omliggende gemeenten

## Demografie
Onderstaande figuur toont het verloop van het inwonertal (bron: INSEE-tellingen).

Vanwege een beveiligingsprobleem met de MediaWiki Graph-software is het momenteel niet mogelijk deze grafiek weer te geven. Zodra de software is bijgewerkt zal de grafiek vanzelf weer zichtbaar worden.

## Galerij

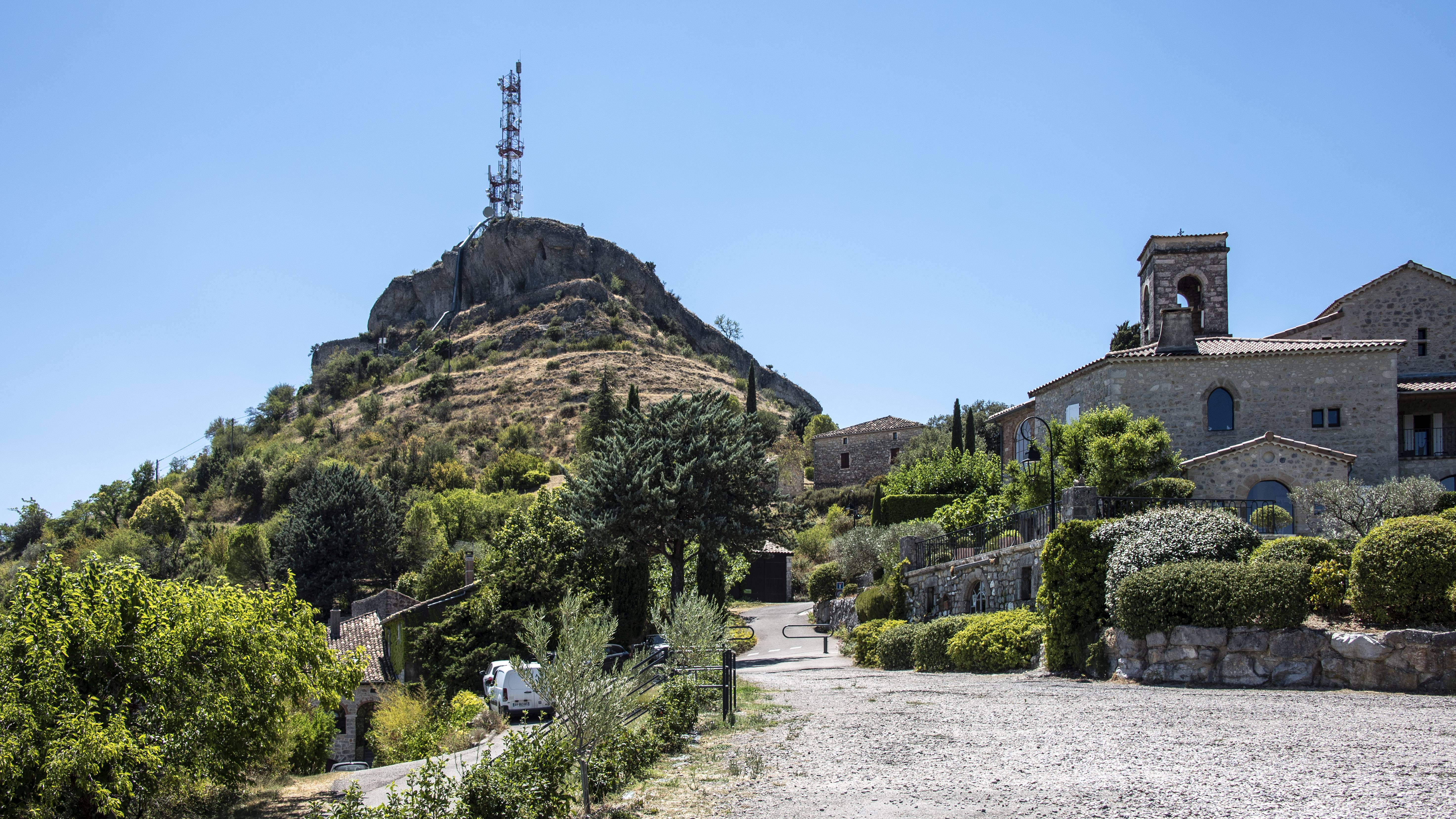
De rots (381m) en de Sint-Martinuskerk
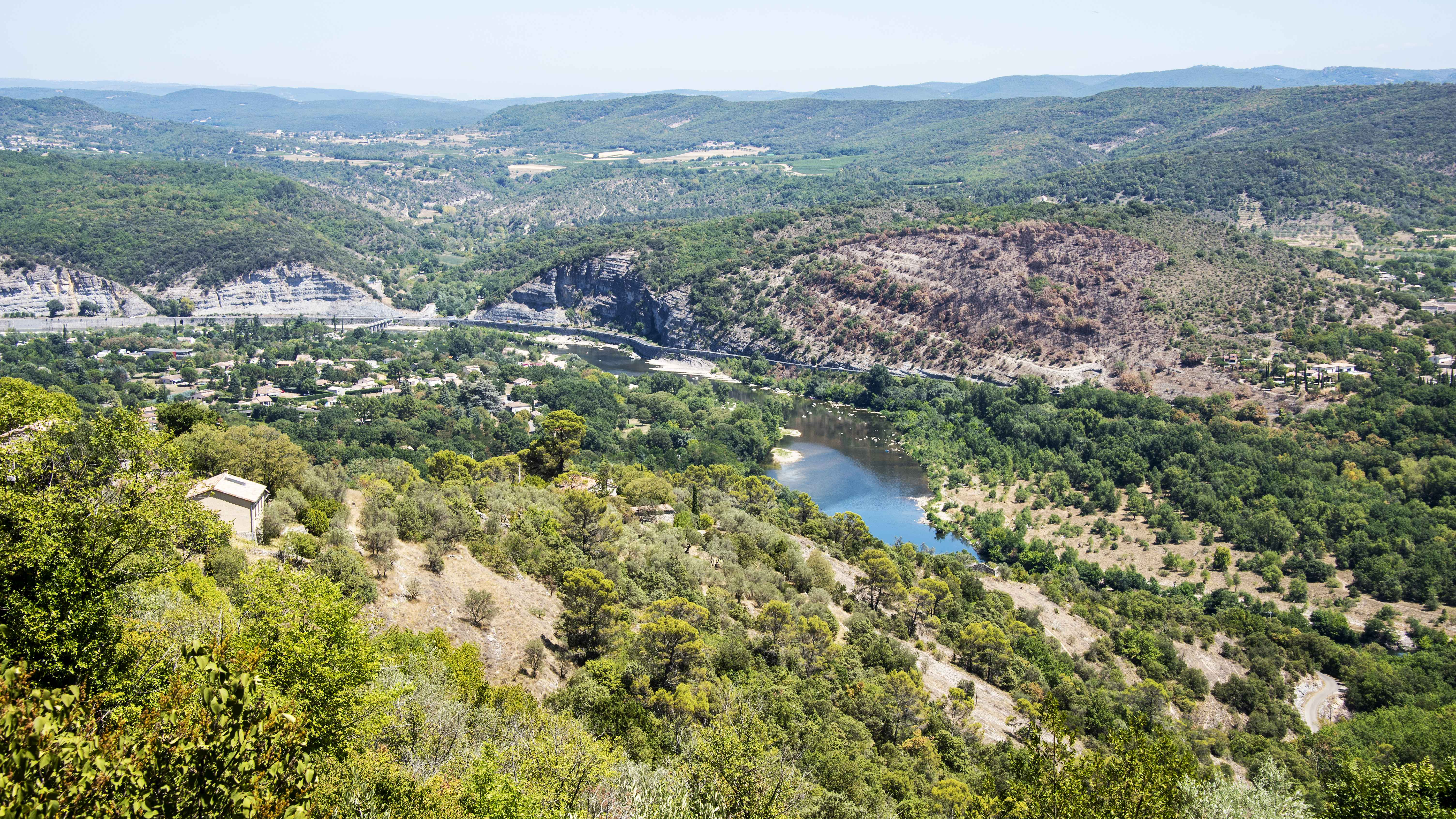
Sampzon en de Ardèche
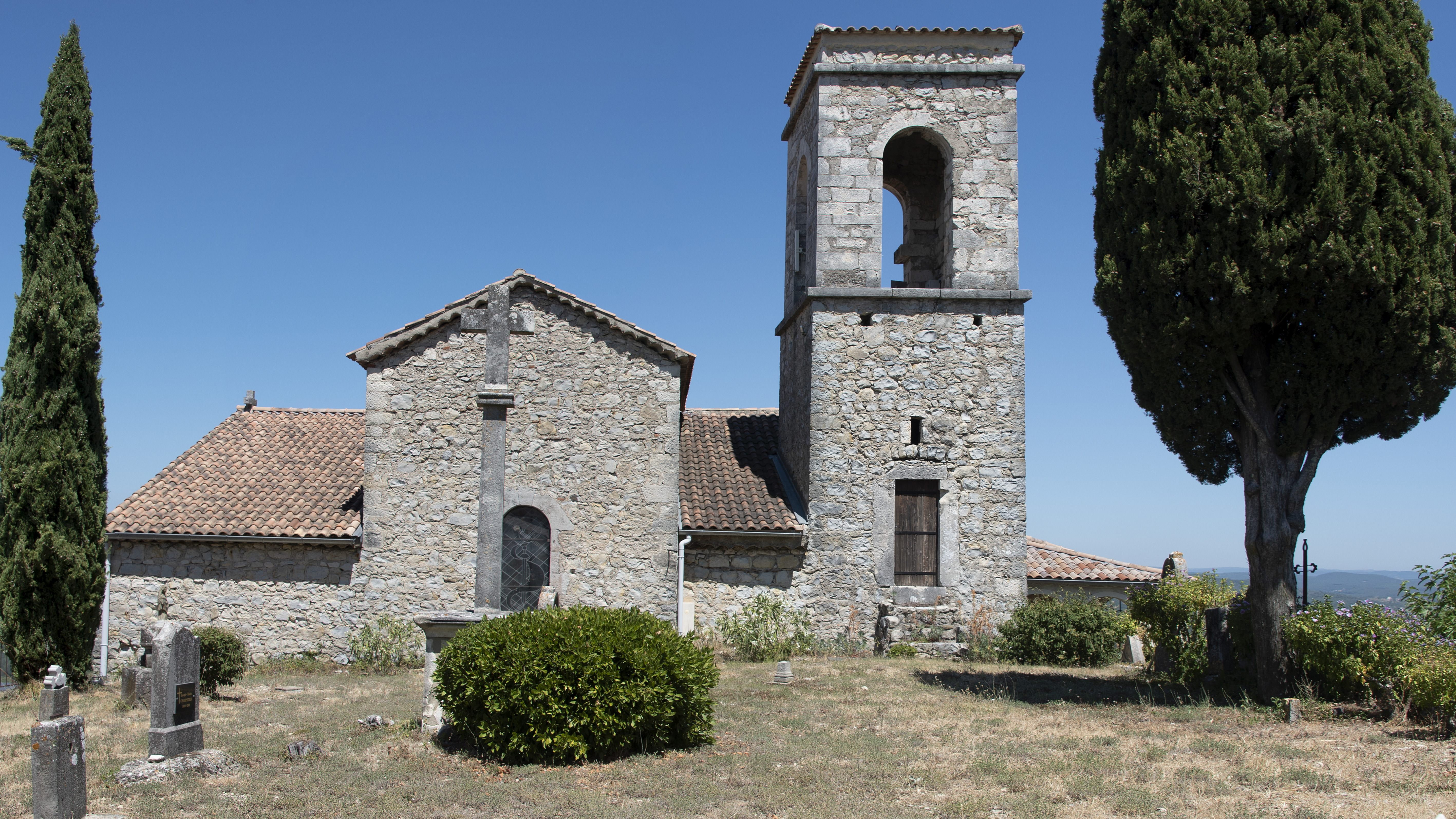
Sint-Martinuskerk